# Andraž Polič
Andraž Polič, slovenski pesnik, glasbenik, skladatelj in igralec, * 13. september 1972, Ljubljana.

## Glasba in poezija
Andraž Polič je avtor številnih pesniških zbirk. Ustvaril je glasbo za več deset gledaliških predstav doma in v tujini. Sodeloval je z režiserji, kot so Jernej Lorenci (Crimekundan, 2005), Kaća Celan, Tomi Janežič, Ivica Buljan (Schneewitchen After Party, 2002), Nataša Burger, Barbara Bulatović, Brane Bitenc in drugimi. Z avtorsko skupino Hamlet Express je posnel pet albumov. Sodeloval je tudi pri projektu RTV SLO Odpeti (sedem videospotov) in leta 2010 napisal knjigo za otroke Čarodejni palčki rastlin. S partnerko Natašo Burger je dolgo živel v Pragi, zdaj spet v Ljubljani.

## Hamlet Express
Hamlet Express so poleg Andraža: Blaž Celarec, Gregor Cvetko in Miha Petric. Ustanovljena je bila leta 2002.
- Moje mesto (2003)
- Libanonski tango (2008)
- Živi (2011)
- Onna (2014)
- Opium Blue (2018)

## Pesniške zbirke
- Hamlet v Karpatih (1995)
- Miniature (2000)
- Brlog besed (2002)
- Srečevanja (2003)
- Zrcala na razpotju (2004)
- Arabeske (2004)
- Ujeti glas (2006)
- Voda puščave (2008)
- Na prvem tiru (2008)
- Hoja (2010)
- Ona je mesto (2013)
- Ob robu ceste (2019)
- Ladje in otoki (2022)
- Kirka na Jadranu (2022)
- Upesnjene (2022)
- Prelomi (2023)
- Poglej z mojimi očmi (2025)